# Доње Неродимље
Доње Неродимље (алб. Nerodime e Poshtme) је насељено место у општини Урошевац, на Косову и Метохији. Потиче из средњег века, када се овде налазило Неродимље, један од двораца Немањића. Према попису становништва из 2011. у насељу је живело 1.337 становника.

## Историја
Овде су се налазиле Црква Светог Стефана у Доњем Неродимљу, Црква Светог Николе Летњег и Црква Пресвете Богородице у Доњем Неродимљу уништене 1999. године. Недалеко од насеља налази се Византијска базилика Неродимље.

## Становништво
Према званичним пописима, Доње Неродимље је имало следећи етнички састав становништва:
| Националност | 2011.          | 1981.        |
| Албанци      | 1.336 (99,92%) | 957 (60,42%) |
| Срби         | -              | 334 (21,09%) |
| Муслимани    | -              | 4 (0,26%)    |
| Црногорци    | -              | 1 (0,06%)    |
| остали       | 1 (0,08%)      | 2 (0,13%)    |
| Укупно       | 1.337          | 1.302        |

| Демографија | Демографија | Демографија |
| Година      | Становника  | Становника  |
| ----------- | ----------- | ----------- |
| 1948.       | 586         |             |
| 1953.       | 669         |             |
| 1961.       | 750         |             |
| 1971.       | 945         |             |
| 1981.       | 1.302       |             |
| 1991.       | 1.584       |             |
| 2011.       | 1.337       |             |